# Kostěj

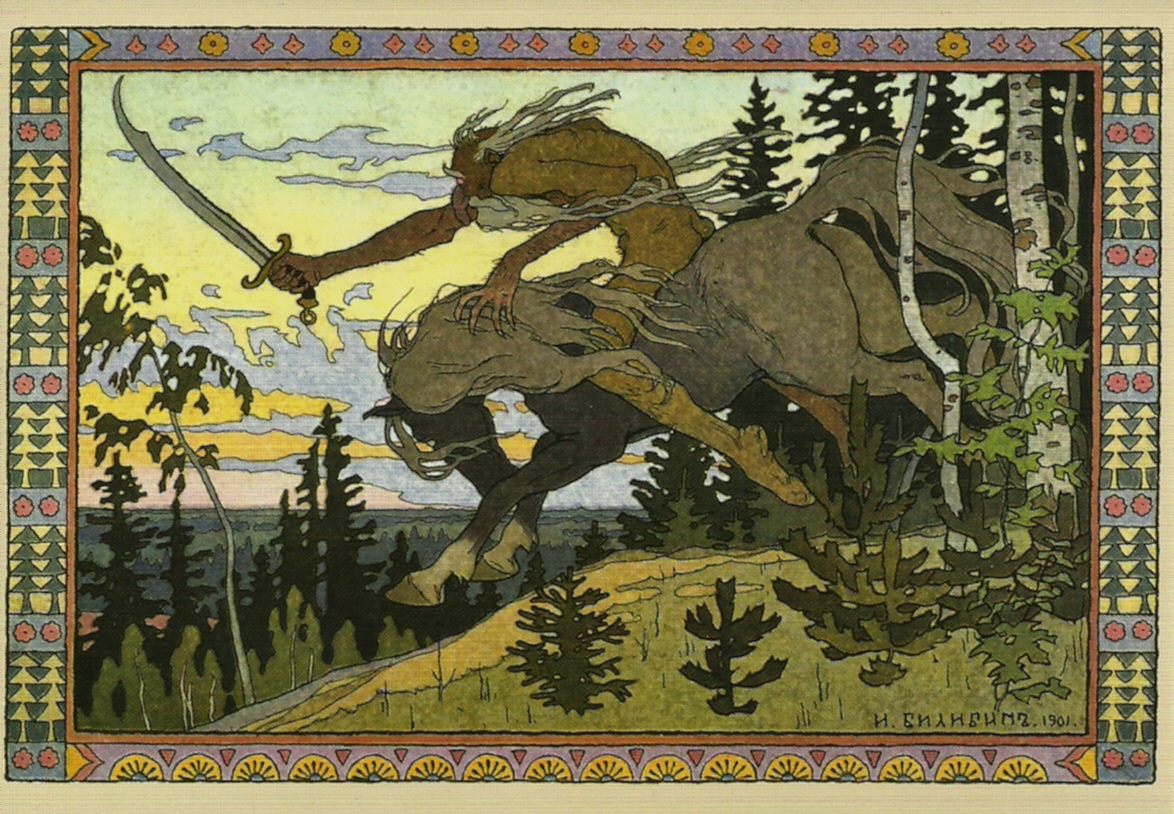
Ivan Bilibin: Kostěj

Kostěj (rusky Коще́й Koščej nebo Кащей Kaščej) je mytická bytost z ruského folklóru, především pohádek, jejíž jméno je tradičně doplňováno přízviskem Nesmrtelný. Je typickým protivníkem pohádkového hrdiny, do příběhu vstupuje často jako únosce jeho nevěsty, případně matky. Nesmrtelnost Kostěje spočívá v oddělení duše, která nese životní sílu, od těla (ekvivalent liche). Ta je složitě skryta, například v truhlici pod dubem, ve které je zajíc a v tom postupně kachna, vejce a nakonec Kostějova smrt. Kostěj se objevuje jako protivník také v dvou pohádkách o Ivanu Careviči: Marja Morevna a Princezna žabka.

## Populární kultura
Kromě řady adaptací lidových pohádek se postava Kostěje objevuje například v následujících dílech:
- Igor Fjodorovič Stravinskij, baletní suita Pták Ohnivák, 1910
  - děj baletu kombinuje pohádky Carevič Ivan a šedý vlk a různých pohádek o Kostějovi a přenáší důraz z lidových prvků na křesťanské.[1]
- Nikolaj Andrejevič Rimskij-Korsakov, opera Kostěj Nesmrtelný (1902).
- Kostěj byl inspirací pro liche, druh nemrtvého mága jehož duše je oddělena od těla, ve hře na hrdiny Dungeons & Dragons. Z této hry poté lich pronikl do mnoha fantasy děl.
- Kostěj je hlavním hrdinou ve fantasy knize Nesmrtelný příběh od americké autorky C. M. Valente
- V české deskové hře Dorn je jedna z hlavních záporných a hratelných postav právě Kostěj, kterého lze zabít pouze zničením vejce.
- V chronologicky první povídce Zaklínače pojmenované Cesta, z níž není návratu, je Kostěj magicky vytvořený tvor renegátským čarodějem Frenegalem. Ten na jeho vytvoření využil štíra.
- Juraj Červenák, trilogie Bohatýr.
- Kir Bulyčov, Fialová koule (Лиловый Шар). Dětská sci-fi s pohádkovými motivy.
- Ve finském filmu Sisu z roku 2022 má hlavní hrdina přezdívku Kostěj Nesmrtelný.
- Představuje jednu z hlavních rolí v trilogii Poslednyj Bogatyr - ruská filmová pohádka / komedie.